# Manfred Behrens

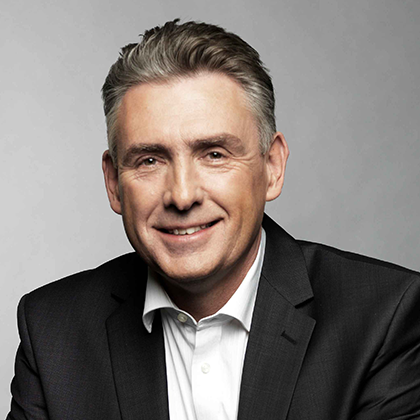
Manfred Behrens

Manfred Behrens (* 28. Oktober 1956 in Magdeburg) ist ein deutscher Politiker (CDU) und ehemaliger Verwaltungsvollzugsbeamter. Von 2009 bis 2021 war er Mitglied des Deutschen Bundestages.

## Leben
Manfred Behrens absolvierte eine Ausbildung zum Kfz-Fachmechaniker und war ab 1990 als Geschäftsführer in der Gastronomie tätig. 2003 arbeitete er als Verwaltungsvollzugbeamter.
Behrens ist evangelischer Konfession. Er ist verheiratet und hat zwei Töchter und fünf Enkelkinder.

## Politische Tätigkeiten
1990 wurde er zum Bürgermeister von Ebendorf gewählt. Seit 1992 ist Behrens Mitglied der CDU, seit 2004 Vorsitzender der CDU-Ortsverbände Barleben/Ebendorf/Meitzendorf. 1999 zog er zudem für die CDU in den Kreistag Ohrekreis ein. 2007 wurde er Mitglied im Kreistag Bördekreis. Von 2001 bis 2003 war er als wissenschaftlicher Mitarbeiter des Landtags Sachsen-Anhalt tätig. Seit 2004 ist er im Hauptausschuss des Gemeinderates Barleben.
Am 27. September 2009 gewann Behrens bei der Bundestagswahl das Direktmandat im Bundestagswahlkreis Börde – Jerichower Land und wurde Mitglied des Deutschen Bundestages. Er war in der 17. Wahlperiode ordentliches Mitglied des Innenausschusses sowie stellvertretendes Mitglied im Ausschuss für Familie, Senioren, Frauen und Jugend.
Bei der Bundestagswahl 2013 gewann er erneut das Direktmandat für seinen Wahlkreis.
In der 19. Wahlperiode war Behrens Mitglied im Ausschuss für Verkehr und digitale Infrastruktur und stellvertretendes Mitglied im Ausschuss für Familie, Senioren, Frauen und Jugend.
Für die Bundestagswahl 2021 verzichtete Behrens auf eine erneute Kandidatur.

## Mitgliedschaften
Behrens ist Mitglied der Freiwilligen Feuerwehr Ebendorf, Mitglied des Kultur- und Geschichtsvereins, Vorstandsmitglied des Verschönerungsvereins Ebendorf, Mitglied der Sportgemeinschaft Eintracht Ebendorf, Vorstandsmitglied im OK-Barleben Wolmirstedt, Ehrenmitglied im Schützenverein Ebendorf und Ehrenmitglied im Hundesportverein Ebendorf.